# Gøtueiði
Gøtueiði este un oraș din Insulele Faroe.